# فير كليبورن تشابيل
فير كليبورن تشابيل (بالإنجليزية: Vere Claiborne Chappell)‏ هو فيلسوف أمريكي، ولد في 22 مارس 1930 في روتشستر في الولايات المتحدة، وتوفي في 28 يناير 2019.